# 4-Nitrofenol
4-Nitrofenol é um composto fenólico que tem um grupo nitro na posição oposta ao grupo hidroxi no anel benzeno. Também chamado p-nitrofenol, para-nitrofenol ou 4-hidroxinitrobenzeno. Sua fórmula molecular é C6H5NO3 e CAS o número de registro é 100-02-7.